# Assembler

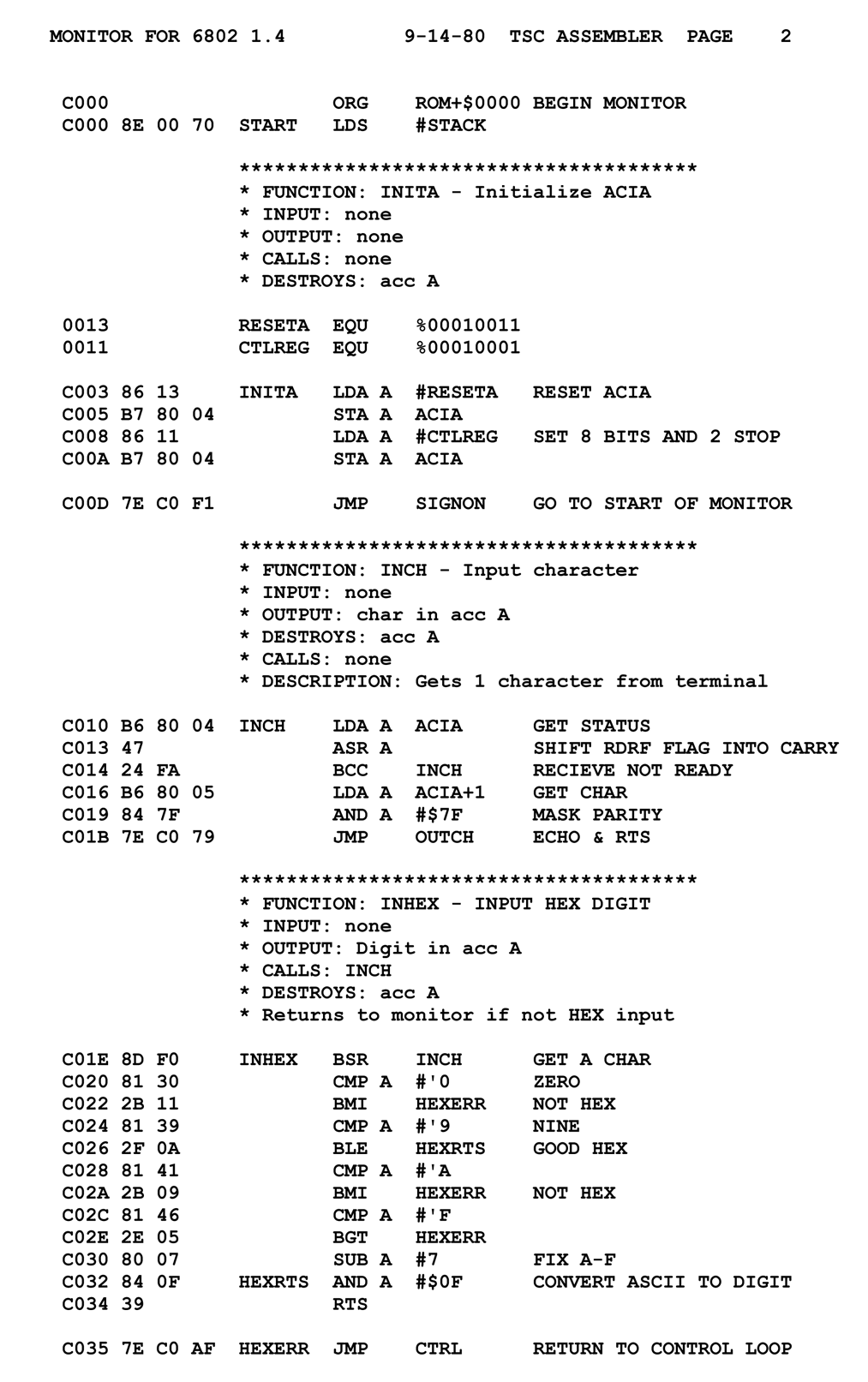
Motorola MC6800 Assemblerspråk

Assembler eller assemblyspråk är ett sätt att uttrycka maskinkoden för en dators processor på ett sätt som lämpar sig för människor att läsa och skriva. Programmet som översätter assembler till numerisk maskinkod kallas en assemblator.
I maskinkod representeras såväl instruktioner som adresser och övriga konstanta data som mönster av siffror (bitar eller i annan talbas), utan vare sig semantiskt eller strukturellt stöd för minnet. Det är bland annat därför besvärligt att skriva, redigera och felsöka. Assembler möjliggör därför användandet av namngivna data samt att den aktuella maskinens instruktioner skrivs med bokstäver, så kallade mnemotekniska symboler. Detta underlättar högst väsentligt för programmeraren, inte minst för att adresser ofta är relativa (varandra) och därför måste beräknas på nytt vid varje programändring; med en assemblator beräknas symboliska namn snabbt och automatisk, inklusive alla relativa adresser och index för ingående rutiner och datastrukturer.
Assemblatorer har ofta vanliga infixa operatorer för evaluering av (relativa) konstanta uttryck i olika talbaser, inklusive operationer på bitnivå, utförda av assemblatorn (ej processorn man skriver för). Många möjliggör också användandet av makron, något som syntaktisk liknar en funktion i ett ordinärt högnivåspråk men innebär att ett stycke parametriserad assemblerkod (modifierad av aktuell parameter) infogas på varje plats den refereras.
Assembler är alltså ett samlingsnamn för en mängd maskinspecifika språk. Olika processorfamiljer erbjuder olika instruktioner, och olika assemblatorer erbjuder olika syntax för till exempel adressering och makron. Detta gör att det i allmänhet inte går att använda ett assemblerprogram skrivet för en processor på en annan typ av processor. För att göra det möjligt att flytta program mellan olika processortyper används högnivåspråk.

## Översättning till maskinkod – och tvärt om
Det program som översätter assemblerkod till maskinkod kallas assemblator och själva översättningsprocessen för assemblering. I denna process försvinner all information om vad instruktioner, data och funktioner kallats i programmet, till stöd för läsbarheten. De ersätts med dels numeriska maskininstruktioner, dels konstanta adresser för platser i minnet där data och instruktioner lagras, samt konstanta data.
Maskinkoden kan via ett disassemblerande program, en disassemblator, återöversättas till assemblerkod. Läsbarheten för ett disassemblerat program blir dock mycket sämre än för assemblerkod, då alla hopp- och minnesadresser endast kan översättas till ett löpnummer, eftersom ursprungskoden inte finns tillgänglig. Det medför att om man vill veta programmets funktion måste man följa koden instruktion för instruktion. För att underlätta, kan en avlusare i stället användas. Dessa har normalt en disassemblator inbyggd samt en trace-funktion som utför en instruktion i taget och mellan dessa visar innehållet i register, stack och arbetsareor. Sedan inväntas användarens respons innan nästa instruktion utförs. Typiska responser är "nästa instruktion", "hoppa till annat ställe", "sätt in 'x' i register/minnesarea", "avbryt", "kör till nästa brytpunkt" samt "kör till slutet".

## Exempel
Några exempel på assemblerkod för olika processortyper.

### IBM OS/360 assembler (och senare)
Exempel på assemblerkod från IBM:s stordatorer (eng: mainframe). Den ursprungliga OS/360-assemblern kom till kring 1960 på IBM:s laboratorium på Lidingö, och torde ha stått modell för de flesta av alla förekommande assemblerspråk därefter. 
Inom IBM-världen kallas språket för ASM (eller BAL Basic Assembly Language; det är ofta en generationsfråga). ASM torde vara det vanligaste, kompletterad med beteckning för version, miljö mm, t ex S/390 ASM, ASM-H eller High Level Assembler (HLASM). 
Från början skrevs alltid typ "OS/360", där OS står för Operating System, för att skilja från "DOS/360" (Disk Operating System) som innebar att miljön var minidator inte stordator. När minidatorerna fasade ut, började beteckningar typ "S/390" bli allmänna.
Egentligen är det så att när man pratar om hårdvaran, säger man till exempel "S/370"; och pratar man om motsvarande operativsystem, säger man "OS/370".
```
          
AMODE
 
ANY
                 
Accept
 
both
 
24
 
and
 
31
 
bit
 
addresses

          
RMODE
 
24
                  
May
 
also
 
be
 
called
 
by
 
24
 
bit
 
address
 
programs

 
IEFBR14
  
CSECT
 
,
                   
Control
 
section
 
start
,
 
module
 
name
 
and
 
entry
 
point

          
USING
 
IEFBR14
,
15
          
Establish
 
addressability
; reg 15 contains address of entry point

          
B
     
SAVE
+
72
             
Skip
 
over
 
PgmId
 
&
 
SaveArea

          
DC
    
AL1
(
L
'
PGMID
)
        
Length
 
of
 
name

 
PGMID
    
DC
    
C
'
IEFBR14
'
          
The
 
name
 
itself

 
SAVE
     
DC
    
18
F
'
0
'
              
Own
 
save
 
area
; contains registers of calling program

          
STM
   
14
,
12
,
12
(
13
)
        
Save
 
regs
 
of
 
calling
 
program

          
ST
    
13
,
SAVE
+
4
           
Caller
'
s
 
save
 
area
 
addr

          
LR
    
14
,
13
               
Retain
 
caller
'
s
 
save
 
area
 
addr

          
LA
    
13
,
SAVE
             
Local
 
save
 
area
 
addr

          
USING
 
SAVE
,
13
             
Switch
 
addressability
 
so
 
we
 
may
 
use
 
reg
 
15

          
ST
    
13
,
8
(
14
)
            
Report
 
own
 
save
 
area
 
addr
 
to
 
calling
 
pgm

 
*
 
In
 
case
 
you
 
actually
 
want
 
something
 
done
,
 
put
 
it
 
here

          
L
     
13
,
SAVE
+
4
           
Restore
 
save
 
area
 
reg
 
of
 
calling
 
pgm
 
from
 
own
 
save
 
area

          
LM
    
14
,
12
,
12
(
13
)
        
Restore
 
regs
 
of
 
calling
 
pgm

          
SR
    
15
,
15
               
Zero
 
register
 
15
 
=
 
return
 
code
 
"
ok
"
 
==>
 
RC
 
or
 
CC

 
*
                                  
If
 
something
 
went
 
wrong
,
 
put
 
another
 
return
 
code
 
in
 
register
 
15

          
BR
    
14
                  
Return
 
addr
 
in
 
R14
  
--
 
go
 
back
 
to
 
calling
 
pgm

          
END
   
IEFBR14
             
End
 
assembly
 
and
 
specify
 
default
 
entry
 
point
 
for
 
Linkage
 
Editor
 
/
 
Loader

```

Det lilla programmet ovan heter IEFBR14 som IBMs klassiska dummy-program (den utför alltså "ingenting"), men är skriven fritt efter hur det troligen ser ut i senaste 31-bitsadress-version, och kan därför knappast bryta IBMs eventuella copyright. Det är alltså inte kopierat från något ställe.
I den allra första versionen innehöll programmet endast raden " BR 14 " (hoppa tillbaka till anropande program), därav namnet, men flera ändringar krävdes för att den skulle anpassas till IBM:s konventioner för hur program ska se ut för att fungera i alla sammanhang och med nyare versioner av hård- och mjukvara. 
Det kan tyckas att detta är rätt mycket kod för att faktiskt inte utföra någonting, men mainframe-världen är mer komplex än den är i andra miljöer. Rätt tidigt utvecklades conditional assembly ("villkorlig assembler"), vanligen kallad macroassembler även i andra miljöer. Med detta kunde snarlika grupper av återkommande programrader ges ett namn och med vissa anropsparametrar kan ovanstående kod i ett typiskt program t.ex. reduceras till:
```
          
AMODE
 
ANY
                 
Accept
 
both
 
24
 
and
 
31
 
bit
 
addresses

          
RMODE
 
24
                  
May
 
also
 
be
 
called
 
by
 
24
 
bit
 
address
 
programs

 
IEFBR14
  
SAVE

 
...

          
RETURN
 
RC
=
8
               
..
(
at
 
any
 
point
 
of
 
error
 
condition
)

 
...

          
RETURN

          
END
   
IEFBR14
             
End
 
of
 
assembly

```

Här måste makrona SAVE och RETURN vara utförligt fördefinierade antingen i ett särskilt bibliotek eller lokalt i programkoden. IBM har fördefinierat flera hundra standardmacron; varje enskilt företag kan ha minst lika många egna och vissa program har sin grupp som då är särskilt programtypiska.

### x86/MS-DOS assembler
Följande kod kan köras på ett x86/MS-DOS-system och skriver ut texten "Hello, World!" på skärmen samt avslutar programmet. Programmet använder sig av instruktionen "int" för att anropa operativsystemet för att skriva ut texten på skärmen. Programmet utnyttjar möjligheten att använda symboliska namn; namnet "hello" är ett symboliskt namn för den minnesadress texten "Hello, World!" befinner sig på.
```
 
mov
    
ah
,
9

 
mov
    
dx
,
offset
 
hello

 
int
 
21
h

 
mov
    
ah
,
4
Ch

 
int
 
21
h

 
hello
  
db
 
'
Hello
,
 
World
!
'
,
0
dh
,
0
ah
,
'
$
'

```

### MIPS-assembler
Följande är ett utdrag ur programkoden för en enkel processhanterare för multitasking på en MIPS-processor. Koden i exemplet är del av den kod som sparar undan register, pekare och stack (sw-instruktionerna) för den aktiva processen och byter till en annan (lw-instruktionerna).
```
 
lbu
    
t5
 
0
(
t2
)

 
nop

 
addiu
    
t5
 
t5
 
1

 
nop

 
sb
    
t5
 
0
(
t2
)

 
sw
    
t2
 
4
(
s1
)
  
; store gp

 
sw
    
t3
 
8
(
s1
)
  
; store sp

 
sw
    
t4
 
0
(
s1
)
  
; write back pcb1

 
sw
    
s2
 
0
(
s0
)
  
; change curpcb <= pcb2

 
lw
    
k1
 
0
(
s2
)
  
; change CP+4

 
lw
    
gp
 
4
(
s2
)
  
; change gp <= glob2

 
lw
    
sp
 
8
(
s2
)
  
; change sp

 
nop

 
b
 
restore

 
nop

```

### Motorola M68k
```
 
Adress:
     
MOVE.L
    
A0
,
 
$FF8240

             
ADDI.B
    
#$D0, D1

             
LEA
       
(
$0400
,
A0
),
 
A0

             
ROL.W
     
(
A0
)

             
CMP.W
     
D1
,
 
(
A0
)

             
BNE.S
     
Adress

```